# Edmond Tudot
Louis Edmond Tudot, né le 20 septembre 1805 à Bruxelles et mort le 6 décembre 1861 à Moulins, est un professeur, dessinateur, lithographe, peintre et collectionneur français.

## Biographie
Issu d'une famille installée à Rouen, Tudot entre comme élève de Antoine-Jean Gros. En 1836, il fonde une école de dessin à Moulins où il se fixe. Deux ans plus tard, il présente ses premières toiles au Salon.
Il met au point un nouveau procédé de lithographie en teintes. Féru d'archéologie, il effectue de nombreuses fouilles à Toulon-sur-Allier et découvre de nombreuses statuettes en terre blanche. Membre fondateur de la Société d'émulation du Bourbonnais et premier conservateur du musée de Moulins qu'il dote de nombre de ses œuvres, Tudot entre comme professeur de dessin au lycée de Moulins. Il meurt à ce poste le 6 décembre 1861.

## Œuvres
- Description de tous les moyens de dessiner sur pierre : avec l’étude des causes qui peuvent empêcher la réussite de l'impression des dessins, 1833.
- Éléments du dessin industriel, 1838.
- Enseignes et inscriptions murales qui subsistent encore sur des constructions anciennes à Moulins, 1855.
- Cartes des voies romaines de l'Allier, 1859.
- Collection de figurines en argile, œuvres premières de l'art gaulois avec les noms des céramistes qui les ont exécutées, recueillies, dessinées et décrites, 1860.